# John Tipton
John Tipton (Sevier megye, 1786. augusztus 14. – Logansport, 1839. április 5.) az Amerikai Egyesült Államok szenátora (Indiana, 1832–1839).